# Saison 2001-2002 du Stade rennais FC
Maillots
Chronologie
Saison précédente Saison suivante
La saison 2001-2002 du Stade rennais football club débute le 15 juillet 2001 avec le troisième tour de la Coupe Intertoto pour se terminer le 4 mai 2002 avec la dernière journée de Division 1.
Le Stade rennais FC est également engagé dans les deux autres compétitions nationales : la Coupe de France et la Coupe de la Ligue.
La saison rennaise est médiocre, l'équipe ne semblant jamais donner sa pleine mesure. Arrivé aux commandes à l'été 2001, Christian Gourcuff réclame du temps pour construire son équipe et mettre en place un jeu de qualité. Il n'en aura pas le temps, et sera évincé en fin de saison, puis remplacé par Philippe Bergeroo.
Le déroulement de la saison voit l'équipe être éliminée en demi-finales de l'Intertoto, prendre un départ catastrophique en championnat avant de s'installer en milieu de classement. En plein hiver, une série de huit matches sans victoire la verra reculer à la dernière place avant d'obtenir son maintien grâce notamment aux renforts du mercato hivernal.
Paradoxalement, Christian Gourcuff verra son club de toujours, le FC Lorient, griller la politesse au Stade Rennais dans les deux coupes nationales, notamment en éliminant les "Rouge et Noir" en demi-finale de la Coupe de la Ligue.

## Les dates marquantes de la saison
- Juin-Juillet : Paul Le Guen prié de s'en aller, le Stade rennais mise sur la fibre régionale en installant Christian Gourcuff à la tête de l'équipe, avec le but d'instaurer un véritable "projet de jeu", une identité à l'équipe rennaise. Contrairement à l'année précédente, le recrutement est très réduit. Bernard Lama parti à la retraite est remplacé par l'expérimenté Éric Durand, quand le secteur offensif, amputé de Cédric Bardon, voit les arrivées du Nantais Olivier Monterrubio et d'un jeune attaquant nommé Frédéric Piquionne.
- 15 juillet : Premier match de la saison, avec le troisième tour aller de la Coupe Intertoto. À la clé, une large victoire sur le FC Synot (5 - 0).
- 28 juillet : Première journée de D1. Le Stade rennais est laminé à domicile par l'AJ Auxerre (0 - 5), dont l'attaquant Djibril Cissé s'offre un quadruplé. Intronisé gardien n°1, le jeune Fabien Debec vit un calvaire dans les cages bretonnes. Éric Durand prendra bientôt sa place.
- 1er août : Élimination du Stade rennais en Coupe Intertoto par les Anglais d'Aston Villa (0 - 1). La victoire acquise au match aller à Rennes (2 - 1) n'aura pas suffi, la faute au but encaissé à domicile.
- 11 août : Après deux défaites, le Stade rennais est dernier en championnat. Il sort de la zone rouge en battant largement l'AS Monaco, grâce à un hat trick d'Olivier Monterrubio.
- 20 octobre : Première victoire de la saison à l'extérieur, à Bastia (2 - 1).
- 8 décembre : Fin de la phase aller avec un match nul acquis sur la pelouse de Sedan (0 - 0). Le Stade rennais pointe à la douzième place.
- Janvier : La période hivernale du mercato voit l'équipe enregistrer les arrivées d'Olivier Sorlin, Toifilou Maoulida et Laurent Batlles. Dans le sens inverse, Cyril Chapuis est transféré à Marseille.
- 19 janvier : Élimination en seizièmes de finale de la Coupe de France. Le FC Lorient vient l'emporter route de Lorient (1 - 2) grâce à deux buts des anciens rennais Pascal Bedrossian et Jean-Claude Darcheville.
- 23 janvier : Après une nouvelle défaite sur le terrain de Lorient, le Stade rennais boucle une série de huit matches sans victoire et se retrouve de nouveau à la dernière place du classement.
- 27 janvier : Le Stade rennais bat Strasbourg (3 - 2) et se qualifie pour les demi-finales de la Coupe de la Ligue, grâce à un but marqué par Severino Lucas en fin de match.
- 6 février : Le Stade rennais, sorti de la zone de relégation, atteint la 15e place du classement. Il s'y stabilisera pendant toute la fin de saison.
- 3 mars : Le FC Lorient élimine le Stade rennais en demi-finale de la Coupe de la Ligue. Une nouvelle fois, l'ancien rennais Darcheville marque le but qui élimine les "Rouge et Noir".
- 27 avril : En battant CS Sedan-Ardennes (1 - 0) lors de l'avant-dernière journée de D1, le Stade rennais assure son maintien dans l'élite.
- 4 mai : Pour la dernière rencontre de la saison, le Stade rennais vient s'imposer à Auxerre (3 - 2). Cela lui permet de terminer à la 12e place du classement final. Christian Gourcuff apprend son licenciement à l'issue de la rencontre.

## Transferts en 2001-2002
| Nom                 | Nationalité   | Modalité            | Provenance/Destination | Division       |
| Été 2001            |               |                     |                        |                |
| Arrivées            |               |                     |                        |                |
| Boubacar Barry Copa | Côte d'Ivoire | Premier contrat     | -                      | CFA            |
| Steven Pelé         | France        | Premier contrat     | -                      | CFA            |
| Olivier Monterrubio | France        | Transfert           | FC Nantes Atlantique   | Division 1     |
| Éric Durand         | France        | Transfert           | SC Bastia              | Division 1     |
| Frédéric Piquionne  | France        | Transfert           | Nîmes Olympique        | Division 2     |
| Départs             |               |                     |                        |                |
| Bernard Lama        | France        | Retraite            | -                      | -              |
| Mickaël Bailly      | France        | Transfert           | Paris FC               | CFA            |
| Cédric Bardon       | France        | Transfert           | EA Guingamp            | Division 1     |
| Fabrice Fernandes   | France        | Transfert           | Olympique de Marseille | Division 1     |
| El-Hadji Diouf      | Sénégal       | Transfert définitif | RC Lens                | Division 1     |
| Christian Bassila   | France        | Prêt (1 an)         | RC Strasbourg          | Division 2     |
| Benoît Le Bris      | France        | Prêt (1 an)         | Le Havre AC            | Division 2     |
| Grégory Malicki     | France        | Prêt (1 an)         | Lille OSC              | Division 1     |
| Christophe Meslin   | France        | Prêt (1 an)         | OGC Nice               | Division 2     |
| Mickaël Citony      | France        | Prêt (1 an)         | Stade lavallois        | Division 2     |
| Hiver 2001-2002     |               |                     |                        |                |
| Arrivées            |               |                     |                        |                |
| Olivier Sorlin      | France        | Transfert           | Montpellier HSC        | Division 1     |
| Laurent Batlles     | France        | Transfert           | Girondins de Bordeaux  | Division 1     |
| Toifilou Maoulida   | France        | Transfert           | Montpellier HSC        | Division 1     |
| Départs             |               |                     |                        |                |
| Cyril Chapuis       | France        | Transfert           | Olympique de Marseille | Division 1     |
| Christophe Revel    | France        | Prêt (6 mois)       | KSK Beveren            | Jupiler League |
| Vânder              | Brésil        | Prêt (6 mois)       | Cruzeiro EC            | Série A        |

## L'effectif de la saison
| Poste² | Nat.³ | Nom                     | Naissance         | Sélection⁴ | Championnat | Championnat | Coupe France | Coupe France | Coupe Ligue | Coupe Ligue | Cpe Intertoto | Cpe Intertoto | Total Saison | Total Saison | Notes  |
| Poste² | Nat.³ | Nom                     | Naissance         | Sélection⁴ | M           | But inscrit | M            | But inscrit  | M           | But inscrit | M             | But inscrit   | M            | But inscrit  | Notes  |
| ------ | ----- | ----------------------- | ----------------- | ---------- | ----------- | ----------- | ------------ | ------------ | ----------- | ----------- | ------------- | ------------- | ------------ | ------------ | ------ |
| D      | FRA   | Dominique Arribagé      | 11 mai 1971       | -          | 25          | 4           | 1            | 0            | 3           | 0           | 3             | 1             | 32           | 5            |        |
| G      | CIV   | Boubacar Barry Copa     | 30 décembre 1979  | -          | 0           | 0           | 0            | 0            | 0           | 0           | 0             | 0             | 0            | 0            | [ 1 ]  |
| M      | FRA   | Laurent Batlles         | 23 septembre 1975 | -          | 13          | 2           | 1            | 0            | 2           | 0           | 0             | 0             | 16           | 2            | [ 2 ]  |
| M      | FRA   | Yoann Bigné¹            | 23 août 1977      | Espoirs    | 15          | 0           | 2            | 0            | 1           | 0           | 1             | 0             | 19           | 0            |        |
| D      | BRA   | César                   | 16 novembre 1975  | A          | 10          | 0           | 0            | 0            | 2           | 0           | 2             | 0             | 14           | 0            |        |
| A      | FRA   | Cyril Chapuis           | 21 mars 1979      | Espoirs    | 12          | 3           | 0            | 0            | 0           | 0           | 4             | 2             | 16           | 5            | [ 3 ]  |
| M      | FRA   | Gaël Danic¹             | 19 novembre 1981  | -19        | 12          | 0           | 2            | 0            | 2           | 1           | 2             | 0             | 18           | 1            |        |
| G      | FRA   | Fabien Debec            | 18 janvier 1976   | -          | 8           | 0           | 0            | 0            | 1           | 0           | 2             | 0             | 11           | 0            |        |
| M      | FRA   | Philippe Delaye         | 26 juin 1975      | -          | 18          | 1           | 1            | 0            | 2           | 0           | 3             | 0             | 24           | 1            |        |
| D      | SEN   | Lamine Diatta           | 2 juillet 1975    | A          | 21          | 1           | 1            | 0            | 2           | 0           | 1             | 0             | 25           | 1            |        |
| M      | FRA   | Étienne Didot¹          | 24 juillet 1983   | -19        | 2           | 0           | 0            | 0            | 1           | 0           | 0             | 0             | 3            | 0            | [ 4 ]  |
| D      | FRA   | Jean-Félix Dorothée¹    | 2 octobre 1981    | -19        | 0           | 0           | 0            | 0            | 0           | 0           | 0             | 0             | 0            | 0            |        |
| G      | FRA   | Éric Durand             | 13 août 1965      | -          | 27          | 0           | 2            | 0            | 3           | 0           | 2             | 0             | 34           | 0            |        |
| M      | FRA   | Olivier Echouafni       | 13 septembre 1972 | -          | 14          | 0           | 0            | 0            | 1           | 0           | 3             | 0             | 18           | 0            |        |
| D      | FRA   | Julien Escudé           | 17 août 1979      | Espoirs    | 32          | 0           | 2            | 0            | 4           | 1           | 4             | 0             | 42           | 1            |        |
| M      | FRA   | Fabrice Fernandes¹      | 12 mars 1979      | -          | 1           | 0           | 0            | 0            | 0           | 0           | 2             | 0             | 3            | 0            | [ 5 ]  |
| M      | FRA   | Jocelyn Gourvennec      | 22 mars 1972      | A'         | 12          | 0           | 1            | 0            | 1           | 0           | 2             | 0             | 16           | 0            |        |
| M      | FRA   | Stéphane Grégoire       | 2 février 1968    | -          | 21          | 0           | 1            | 0            | 3           | 0           | 1             | 0             | 26           | 0            |        |
| M      | FRA   | Christophe Le Roux      | 7 mars 1969       | -          | 28          | 6           | 2            | 0            | 3           | 1           | 4             | 0             | 37           | 7            |        |
| A      | BRA   | Severino Lucas          | 3 janvier 1979    | Espoirs    | 33          | 2           | 2            | 0            | 4           | 1           | 3             | 2             | 42           | 5            |        |
| A      | BRA   | Luís Fabiano            | 8 novembre 1980   | -          | 4           | 0           | 0            | 0            | 1           | 0           | 0             | 0             | 5            | 0            | [ 6 ]  |
| A      | FRA   | Toifilou Maoulida       | 9 juin 1979       | Espoirs    | 9           | 2           | 0            | 0            | 1           | 0           | 0             | 0             | 10           | 2            | [ 7 ]  |
| A      | FRA   | Olivier Monterrubio     | 8 août 1976       | A'         | 32          | 8           | 2            | 0            | 3           | 1           | 4             | 2             | 41           | 11           |        |
| M      | SEN   | Amadou Makhtar N'Diaye¹ | 31 décembre 1981  | A          | 11          | 2           | 0            | 0            | 1           | 0           | 0             | 0             | 12           | 2            |        |
| D      | FRA   | Grégory Paisley         | 7 mai 1977        | -          | 18          | 0           | 2            | 0            | 2           | 0           | 4             | 0             | 26           | 0            |        |
| D      | FRA   | Steven Pelé             | 28 août 1981      | -19        | 0           | 0           | 0            | 0            | 0           | 0           | 0             | 0             | 0            | 0            |        |
| A      | FRA   | Frédéric Piquionne      | 8 décembre 1978   | -          | 20          | 3           | 2            | 2            | 3           | 2           | 4             | 2             | 29           | 9            |        |
| M      | CRO   | Jure Primorac           | 10 décembre 1981  | -          | 0           | 0           | 0            | 0            | 0           | 0           | 0             | 0             | 0            | 0            |        |
| D      | FRA   | Anthony Réveillère¹     | 10 novembre 1979  | Espoirs    | 31          | 1           | 2            | 0            | 3           | 0           | 4             | 0             | 40           | 1            |        |
| G      | FRA   | Christophe Revel        | 25 mars 1979      | -          | 1           | 0           | 0            | 0            | 0           | 0           | 0             | 0             | 1            | 0            | [ 8 ]  |
| M      | FRA   | Olivier Sorlin          | 9 avril 1979      | Espoirs    | 16          | 4           | 2            | 0            | 3           | 1           | 0             | 0             | 21           | 5            | [ 9 ]  |
| A      | ARG   | Mario Hector Turdó      | 1er janvier 1977  | -          | 0           | 0           | 0            | 0            | 0           | 0           | 0             | 0             | 0            | 0            |        |
| M      | BRA   | Vânder                  | 15 septembre 1974 | -          | 5           | 0           | 1            | 0            | 1           | 0           | 0             | 0             | 7            | 0            | [ 10 ] |
| M      | FRA   | Cyril Yapi¹             | 18 février 1980   | -          | 11          | 0           | 0            | 0            | 2           | 0           | 1             | 0             | 14           | 0            |        |

- 1 : joueur formé au club
- 2 : G, Gardien de but ; D, Défenseur ; M, Milieu de terrain ; A, Attaquant
- 2 : Nationalité sportive, certains joueurs possédant une double-nationalité
- 4 : sélection la plus élevée obtenue

## Équipe-type
Il s'agit de la formation la plus courante rencontrée en championnat.

## Les rencontres de la saison

### Liste
| Match | Date         | Compétition       | Tour           | Adversaire      | Lieu ¹ | Score    | Class.   | Buteurs pour le Stade rennais      | Affluence |
| ----- | ------------ | ----------------- | -------------- | --------------- | ------ | -------- | -------- | ---------------------------------- | --------- |
| 1     | 15 juillet   | Coupe Intertoto   | Troisième tour | 1. FC Synot     | D      | 5–0      | 5–0      | Monterrubio Lucas Piquionne        |           |
| 2     | 21 juillet   | Coupe Intertoto   | Troisième tour | 1. FC Synot     | E      | 2–4      | 2–4      | Chapuis Arribagé                   |           |
| 3     | 25 juillet   | Coupe Intertoto   | 1/2 finale     | Aston Villa     | D      | 2–1      | 2–1      | Lucas Chapuis                      |           |
| 4     | 28 juillet   | Division 1        | 1              | Auxerre         | D      | 0–5      | 18       |                                    | 15 438    |
| 5     | 1er août     | Coupe Intertoto   | 1/2 finale     | Aston Villa     | E      | 0–1      | 0–1      |                                    |           |
| 6     | 4 août       | Division 1        | 2              | Sochaux         | E      | 3–4      | 18       | Fernandez (csc) Monterrubio Diatta | 15 194    |
| 7     | 11 août      | Division 1        | 3              | Monaco          | D      | 3-0      | 12       | Monterrubio                        | 16 309    |
| 8     | 18 août      | Division 1        | 4              | Bordeaux        | D      | 1–0      | 8        | Monterrubio                        | 18 724    |
| 9     | 25 août      | Division 1        | 5              | Paris SG        | E      | 0–3      | 13       |                                    | 40 756    |
| 10    | 8 septembre  | Division 1        | 6              | Lorient         | D      | 1-1      | 10       | Chapuis                            | 19 550    |
| 11    | 15 septembre | Division 1        | 7              | Montpellier     | E      | 0–0      | 9        |                                    | 10 143    |
| 12    | 22 septembre | Division 1        | 8              | Troyes          | D      | 0–1      | 14       |                                    | 13 754    |
| 13    | 29 septembre | Division 1        | 9              | Lyon            | E      | 0–4      | 16       |                                    | 30 881    |
| 14    | 13 octobre   | Division 1        | 10             | Guingamp        | D      | 2–1      | 13       | Le Roux Lucas                      | 17 813    |
| 15    | 20 octobre   | Division 1        | 11             | Bastia          | E      | 2–1      | 10       | Chapuis                            | 5 796     |
| 16    | 27 octobre   | Division 1        | 12             | Lens            | D      | 1-2      | 11       | Arribagé                           | 16 391    |
| 17    | 3 novembre   | Division 1        | 13             | Marseille       | E      | 1-2      | 14       | Monterrubio                        | 49 668    |
| 18    | 17 novembre  | Division 1        | 14             | Nantes          | D      | 2–0      | 9        | Monterrubio Réveillère             | 21 079    |
| 19    | 25 novembre  | Division 1        | 15             | Lille           | E      | 0–1      | 10       |                                    | 17 161    |
| 20    | 28 novembre  | Division 1        | 16             | Metz            | D      | 0-0      | 11       |                                    | 15 554    |
| 21    | 1er décembre | Coupe de la Ligue | 1/16 de finale | Créteil (D2)    | D      | 3–1      | 3–1      | Piquionne Danic                    | 7 578     |
| 22    | 8 décembre   | Division 1        | 17             | Sedan           | E      | 0-0      | 12       |                                    | 15 364    |
| 23    | 15 décembre  | Coupe de France   | 1/32 de finale | Balma (CFA)     | E      | 1-0 a.p. | 1-0 a.p. | Piquionne                          |           |
| 24    | 19 décembre  | Division 1        | 18             | Sochaux         | D      | 1–1      | 12       | Sorlin                             | 18 020    |
| 25    | 22 décembre  | Division 1        | 19             | Monaco          | E      | 1–3      | 14       | Piquionne                          | 5 777     |
| 26    | 5 janvier    | Division 1        | 20             | Bordeaux        | E      | 1-2      | 14       | Sorlin                             | 25 891    |
| 27    | 8 janvier    | Coupe de la Ligue | 1/8 de finale  | Le Havre (D2)   | D      | 2–0      | 2–0      | Escudé Monterrubio                 | 9 123     |
| 28    | 12 janvier   | Division 1        | 21             | Paris SG        | D      | 1-2      | 15       | Le Roux                            | 18 366    |
| 29    | 19 janvier   | Coupe de France   | 1/16 de finale | Lorient         | D      | 1-2      | 1-2      | Piquionne                          |           |
| 30    | 23 janvier   | Division 1        | 22             | Lorient         | E      | 0–2      | 18       |                                    | 12 377    |
| 31    | 27 janvier   | Coupe de la Ligue | 1/4 de finale  | Strasbourg (D2) | D      | 3–2      | 3–2      | Sorlin Le Roux Lucas               | 9 618     |
| 32    | 30 janvier   | Division 1        | 23             | Montpellier     | D      | 2–0      | 16       | Le Roux                            | 16 071    |
| 33    | 2 février    | Division 1        | 24             | Troyes          | E      | 1–1      | 16       | Le Roux                            | 12 453    |
| 34    | 6 février    | Division 1        | 25             | Lyon            | D      | 2–2      | 15       | Arribagé Batlles                   | 14 900    |
| 35    | 16 février   | Division 1        | 26             | Guingamp        | E      | 1-1      | 15       | Le Roux                            | 12 802    |
| 36    | 23 février   | Division 1        | 27             | Bastia          | D      | 2-1      | 15       | Lucas Maoulida                     | 17 305    |
| 37    | 3 mars       | Coupe de la Ligue | 1/2 finale     | Lorient         | E      | 0–1      | 0–1      |                                    | 11 638    |
| 38    | 6 mars       | Division 1        | 28             | Lens            | E      | 0-2      | 15       |                                    | 35 889    |
| 39    | 16 mars      | Division 1        | 29             | Marseille       | D      | 2-1      | 15       | Arribagé Piquionne                 | 22 656    |
| 40    | 23 mars      | Division 1        | 30             | Nantes          | E      | 1-3      | 15       | N'Diaye                            | 35 343    |
| 41    | 6 avril      | Division 1        | 31             | Lille           | D      | 4-0      | 15       | Sorlin Arribagé Maoulida           | 20 587    |
| 42    | 13 avril     | Division 1        | 32             | Metz            | E      | 1-3      | 15       | N'Diaye                            | 17 778    |
| 43    | 27 avril     | Division 1        | 33             | Sedan           | D      | 1-0      | 15       | Monterrubio                        | 20 702    |
| 44    | 4 mai        | Division 1        | 34             | Auxerre         | E      | 3-2      | 12       | Batlles Piquionne Delaye           | 16 330    |

- 1 N : terrain neutre ; D : à domicile ; E : à l'extérieur ; drapeau : pays du lieu du match international

## Bilan des compétitions
| Compétition       | Vainqueur final                   | Débute au tour | Place ou tour final | Première rencontre | Dernière rencontre | Nombre |
| ----------------- | --------------------------------- | -------------- | ------------------- | ------------------ | ------------------ | ------ |
| Coupe Intertoto   | Aston Villa Paris SG ES Troyes AC | 3e tour        | Demi-finales        | 15 juillet 2001    | 1er août 2001      | 4      |
| Division 1        | Olympique lyonnais                | 1re journée    | 12e                 | 28 juillet 2001    | 4 mai 2002         | 34     |
| Coupe de la Ligue | Girondins de Bordeaux             | 1/16 de finale | Demi-finales        | 1er décembre 2001  | 3 mars 2002        | 4      |
| Coupe de France   | FC Lorient                        | 1/32 de finale | 1/16 de finale      | 15 décembre 2001   | 19 janvier 2002    | 2      |

### Division 1

#### Classement
| Rang | Équipe      | Pts | J  | G  | N  | P  | Bp | Bc | Diff |
| ---- | ----------- | --- | -- | -- | -- | -- | -- | -- | ---- |
| 9    | Marseille   | 44  | 34 | 11 | 11 | 12 | 34 | 39 | -5   |
| 10   | Nantes      | 43  | 34 | 12 | 7  | 15 | 35 | 41 | -6   |
| 11   | Bastia      | 41  | 34 | 12 | 5  | 17 | 38 | 44 | -6   |
| 12   | Rennes      | 41  | 34 | 11 | 8  | 15 | 40 | 51 | -11  |
| 13   | Montpellier | 40  | 34 | 9  | 13 | 12 | 28 | 31 | -3   |
| 14   | Sedan       | 39  | 34 | 8  | 15 | 11 | 35 | 39 | -4   |
| 15   | Monaco      | 39  | 34 | 9  | 12 | 13 | 36 | 41 | -5   |

#### Résultats
| Total | Total | Total | Total | Total | Total | Total | Total | Domicile | Domicile | Domicile | Domicile | Domicile | Domicile | Extérieur | Extérieur | Extérieur | Extérieur | Extérieur | Extérieur |
| J     | G     | N     | P     | Bp    | Bc    | Diff  | Pts   | G        | N        | P        | Bp       | Bc       | Diff     | G         | N         | P         | Bp        | Bc        | Diff      |
| ----- | ----- | ----- | ----- | ----- | ----- | ----- | ----- | -------- | -------- | -------- | -------- | -------- | -------- | --------- | --------- | --------- | --------- | --------- | --------- |
| 34    | 11    | 8     | 15    | 40    | 51    | -11   | 41    | 9        | 4        | 4        | 25       | 17       | +8       | 2         | 4         | 11        | 15        | 34        | -19       |

#### Résultats par journée
| Journée   | 01 | 02 | 03 | 04 | 05 | 06 | 07 | 08 | 09 | 10 | 11 | 12 | 13 | 14 | 15 | 16 | 17 | 18 | 19 | 20 | 21 | 22 | 23 | 24 | 25 | 26 | 27 | 28 | 29 | 30 | 31 | 32 | 33 | 34 |
| --------- | -- | -- | -- | -- | -- | -- | -- | -- | -- | -- | -- | -- | -- | -- | -- | -- | -- | -- | -- | -- | -- | -- | -- | -- | -- | -- | -- | -- | -- | -- | -- | -- | -- | -- |
| Terrain   | D  | E  | D  | D  | E  | D  | E  | D  | E  | D  | E  | D  | E  | D  | E  | D  | E  | D  | E  | E  | D  | E  | D  | E  | D  | E  | D  | E  | D  | E  | D  | E  | D  | E  |
| Résultats | D  | D  | V  | V  | D  | N  | N  | D  | D  | V  | V  | D  | D  | V  | D  | N  | N  | N  | D  | D  | D  | D  | V  | N  | N  | N  | V  | D  | V  | D  | V  | D  | V  | V  |
| Points    | 0  | 0  | 3  | 6  | 6  | 7  | 8  | 8  | 8  | 11 | 14 | 14 | 14 | 17 | 17 | 18 | 19 | 20 | 20 | 20 | 20 | 20 | 23 | 24 | 25 | 26 | 29 | 29 | 32 | 32 | 35 | 35 | 38 | 41 |
| Place     | 18 | 18 | 12 | 8  | 13 | 10 | 9  | 14 | 16 | 13 | 10 | 11 | 14 | 9  | 10 | 11 | 12 | 12 | 14 | 14 | 15 | 18 | 16 | 16 | 15 | 15 | 15 | 15 | 15 | 15 | 15 | 15 | 15 | 12 |

Source : Liste des rencontres

Terrain : D = Domicile ; E = Extérieur. Résultat: D = Défaite ; N = Nul ; V = Victoire.